# خالد الرويلي (لاعب كرة قدم مواليد 1991)
خالد الرويلي هو لاعب كرة قدم سعودي يلعب في نادي النجم الأزرق.
لعب سابقاً مع نادي الزلفي و نادي القيصومة و نادي النجم الأزرق.